# 天主教魯滕教區
天主教魯滕教區（拉丁語：Dioecesis Rutengensis）是印度尼西亞一個羅馬天主教教區，位於弗洛勒斯島西部，屬英德總教區。2004年有教友615,330人（佔當地人口96.1%）、70個堂區、199名司鐸。現任主教為西普里亞努斯·霍爾馬特，宗座署理為思維·桑，榮休主教為猶柏·勒滕。
1951年3月8日自現在的英德總教區（當時是代牧區）升為代牧區。1961年1月3日升為教區。